# Georg Rijken
Georg Laurens Rijken (Rotterdam, 4 mei 1863 – aldaar, 28 februari 1948) was een Nederlands (koor-)dirigent.
Hij was zoon van pianohandelaar en -bouwer Jan Ferdinand Rijken (Gebrs. Rijken & De Lange) en Maria Felperlaan. Hijzelf trouwde met Johanna Theodora Klawer, die in een aantal van zijn koren als sopraan meezong. Voor zijn werkzaamheden werd hij benoemd tot ridder in de Orde van Oranje-Nassau en was ook Officier de l’Instruction Publique.
Hij verkreeg zijn opleiding van Joh.H. Sikemeier (piano), Samuel de Lange sr. (orgel), Friedrich Gernsheim (muziektheorie en compositieleer) en Arnold Spoel (zang). Ook Ludwig Felix Brandts Buys en Willem Kes bevonden zich onder zijn leraren. Hij begon trouwens op veertienjarige leeftijd ook zelf les te geven, onder meer aan jeugdvriendje André Spoor.
Hij werd dirigent binnen de Rotterdamse muziekwereld. Zo leidde hij het “Gemengd koor van de Rotterdamsche Liedertafel” (vanaf de oprichting in 1886), het Schiedammer mannenkoor Orpheus (vanaf 1891), Rotte’s Mannenkoor, HOZ (Haags Onderwijzers Zangvereniging) en amateursymfonieorkest "Symphonia" en vanaf 1896 van de Rotterdamsche Orkest Vereeniging. Vooral met de koren behaalde hij successen met diverse prijzen. Voorts gaf hij les aan de muziekscholen van de Maatschappij tot Bevordering der Toonkunst.in Den Haag en Rotterdam. Als dirigent leidde hij veel werken van Nederlandse componisten, onder andere de reizangen Gijsbreght van Aemstel van Alphons Diepenbrock. Anderzijds bespeelde hij twintig jaar lang het orgel van de Waalse Kerk.
Hij componeerde ook enige werken op het gebied van liederen en koorzang. Zijn kindercantate Op koningin’s verjaardag was enige tijd bekend.